# E-recepta
e-recepta (elektroniczna recepta) – elektroniczna wersja recepty, umożliwiająca przekazanie informacji na temat leku przepisanego pacjentowi od lekarza do farmaceuty w aptece i innych instytucji, np. instytucji refundacyjnej. Umożliwia kontrolę nad refundacją i prawidłowością działań medycznych.

## Elektroniczna recepta na świecie
Elektroniczne recepty, znane również jako e-recepty, są stosowane na całym świecie w celu poprawy efektywności i bezpieczeństwa przepisywania leków. Pionierem w Unii Europejskiej w tej dziedzinie była Estonia, która system e-recept wdrożyła już w 2010 roku.
W gronie krajów, które w ostatnich latach wdrożyły elektroniczną receptę, znajdują się m.in. Wielka Brytania, Kanada, Australia, Czechy i Niemcy. Od 2020 roku elektroniczne recepty wystawiane są w Polsce.
Każdy z tych krajów dostosowuje swój system e-recept do swojego unikalnego systemu opieki zdrowotnej, norm prawnych i potrzeb społeczności.

## Elektroniczna recepta w Polsce
Implementacja systemu e-recepty w Polsce trwała blisko 9 lat. Pierwsze wzmianki o tym projekcie pojawiły się w „Strategii Informatyzacji Rzeczypospolitej Polskiej – E-Polska na lata 2004–2006”, a późniejszy Plan Informatyzacji Państwa na lata 2007–2010 zawierał wizję elektronicznej platformy gromadzącej dane o zdarzeniach medycznych, w tym e-recept. Rozpoczęty w 2007 roku projekt e-zdrowie składał się z czterech podsystemów (P1, P2, P3, P4), w ramach których system e-recepty był częścią P1.
W 2011 roku ogłoszono przetarg na realizację systemu e-zdrowie, a w 2012 CSIOZ ogłosił jego wyniki, przewidując uruchomienie systemu na drugą połowę 2013 roku. Projekt spotkał jednak na swojej drodze liczne problemy, które doprowadziły do zerwania umowy z wykonawcami projektu P1 w grudniu 2015 roku.
Nowy przetarg został ogłoszony w kwietniu 2016 roku, a rozstrzygnięcie nastąpiło w czerwcu tego samego roku. W Programie Zintegrowanej Informatyzacji Państwa na lata 2016–2020 zalecono szereg e-usług dla pacjentów, takich jak e-dokumentacja medyczna, portal dla pacjentów, e-recepty, e-skierowania i e-zwolnienia.
Kluczowy moment nastąpił w lutym 2018 roku, kiedy rozpoczął się pilotażowy program e-recepty w Siedlcach i Skierniewicach.
25 maja 2018 roku w siedleckim Centrum Medyczno-Diagnostycznym odbyła się uroczysta konferencja inaugurująca projekt. Pierwszym pacjentem, któremu wystawiono elektroniczną receptę, był prezydent Siedlec Wojciech Kudelski.
Program zakończył się sukcesem 31 sierpnia tego samego roku, co umożliwiło wdrożenie systemu e-recept w całym kraju.
W 2019 roku, w ramach Programu Zintegrowanej Informatyzacji Państwa, podjęto decyzję o rozbudowie portalu IKP, budowie ogólnopolskiej e-rejestracji oraz dokumentacji medycznej i zakończeniu realizacji projektu e-zdrowie. Do systemu e-recept podłączono do 7 stycznia 2019 roku 81 tys. podmiotów medycznych. Wystawiono 1,6 mln e-recept, a szkolenia objęły 60 tys. osób w ponad 650 ośrodkach.
System umożliwiający wystawianie e-recept został uruchomiony na terenie całego kraju 8 stycznia 2020 roku.

### Zasada działania e-recepty w Polsce
E-recepta jest jednym z elementów Systemu e-Zdrowie (P1) – kluczowego produktu Centrum e-Zdrowia, które jest podstawą cyfrowego ekosystemu usług medycznych w Polsce. Aby wystawiać e-recepty podmiot leczniczy musi najpierw zarejestrować się w systemie. Rejestracja wymaga wypełnienia specjalnego wniosku, na podstawie którego zostaje utworzone konto dla usługodawcy oraz generowane są certyfikaty P1.
Po założeniu konta i akceptacji profilu zaufanego, podmioty lecznicze mogą wystawiać e-recepty. Proces ten jest realizowany za pośrednictwem specjalnej aplikacji gabinetowej dostępnej dla lekarzy lub bezpośrednio na stronie gabinet.gov.pl.
E-recepta wystawiona przez lekarza jest zapisywana na Internetowym Koncie Pacjenta w systemie e-Zdrowie. Każda e-recepta jest związana z numerem PESEL pacjenta i posiada unikalny kod, który jest konieczny do jej realizacji.
Realizacja e-recepty odbywa się w kilku prostych krokach. Pacjent musi posiadać swój numer PESEL oraz wspomniany wcześniej unikalny kod e-recepty. Kod ten jest dostarczany pacjentowi za pośrednictwem różnych kanałów komunikacyjnych, takich jak SMS, e-mail (jako załącznik w formacie pdf) lub może zostać wydrukowany na papierze przez lekarza podczas wizyty. Wydrukowana wersja e-recepty na górze ma 44-to znakowy kod kreskowy EAN128 zaczynający się od cyfr 1050 jako identyfikator zastosowania. Poniżej jest czterocyfrowy kod dostępu, data wystawienia oraz dane pacjenta i lekarza. A poniżej nazwa leku, opis opakowania i stosowania.
Od września 2021 roku dostęp do e-recepty możliwy stał się również przez bezpłatną publiczną aplikację mobilną Moje IKP.